# The Alarm
The Alarm je velšská hudební skupina. Vznikla v severovelšském městě Rhyl v roce 1981. Původní sestavu tvořili dva Velšané (zpěvák a kytarista Mike Peters a baskytarista Eddie Macdonald) a dva Angličané (kytarista Dave Sharp a bubeník Nigel Twist). Později se ve skupinbě vystřídalo několik dalších hudebníků a jediným stálým členem zůstal Peters. Své první EP s názvem The Alarm skupina vydala v roce 1983 (vydavatelství I.R.S. Records). První dlouhohrající deska Declaration následovala v únoru 1984.

## Diskografie

### Studiová alba
- The Alarm (1983)
- Declaration (1984)
- Strength (1985)
- Eye Of The Hurricane (1987)
- Electric Folklore Live (1988)
- Change (1989)
- Standards (1990)
- Raw (1991)
- In The Poppy Fields (2004)
- Under Attack (2006)
- Guerilla Tactics (2008)
- Direct Action (2010)
- Blood Red (2017)
- Viral Black (2017)
- Equals (2018)
- Sigma (2019)
- War (2021)